# 1101
1101 (MCI) a fost un an obișnuit al calendarului iulian.

## Evenimente
- 19 aprilie: Are loc canonizarea regelui Knut al IV-lea al Danemarcei.
- 29 aprilie: Regele Balduin I al Ierusalimului cucerește Arsuf.

- 17 mai: Regele Balduin I al Ierusalimului ocupă Cesareea.

- 20 iunie: Robert I Courteheuse, ducele de Normandia, debarcă la Portsmouth, în Anglia, cu 200 de nave.

- 29 decembrie: Este sfințită abația Santa Trinita din Mileto, în sudul Italiei.

### Nedatate
- iulie: Se semnează tratatul de la Alton dintre noul rege al Angliei, Henric I Beauclerc, și Robert I Courtheuse, ducele de Normandia; cel din urmă renunța la pretențiile refacerii regatului unit anglo-normand și îl recunoaște pe nepotul său ca rege al Angliei, în schimbul unei rente anuale.

- Almoravizii asediază Valencia; orașul este apărat de Ximena, văduva Cidului, care apelează la regele Alfonso al VI-lea al Castiliei.
- Contesa Matilda de Toscana ocupă Ferrara.
- Este înființat comitatul de Berg, în Germania.
- Numeroase dispute între sultanul selgiucid Barkyaruq și frații săi asupra Bagdadului, care trece de mai multe ori sub dominația succesivă a fiecăruia; cruciații profită de aceste lupte fratricide pentru a-și consolida stăpînirea în Siria și Palestina.
- Raymond de Saint-Gilles, conte de Toulouse, cucerește de la turcii selgiucizi Ankara.
- Sosirea la Constantinopol a numeroși noi cruciați, care sunt respinși în tentativa de traversare a Anatoliei de către sultanul selgiucid Kilidj-Arslan de Rum; cruciații proveniți din Italia, conduși de arhiepiscopul de Milano, intră primii în luptă; fără să mai asculte de sfaturile lui Raymond de Saint-Gilles, trimis de împăratul Alexios I Comnen să îi ghideze, ei se îndreaptă spre nordul Asiei Mici pentru a încerca eliberarea lui Bohemund de Tarent, principe de Antiohia, din mîinile turcilor danișmenizi și sunt aproape integral masacrați de către forțele reunite ale selgiucizilor și ale lui Ridwan din Alep; la rândul lor, forțele conduse de contele Guillaume al II-lea de Nevers, ducele Guillaume al IX-lea al Aquitaniei și ducele Welf al IV-lea al Bavariei, sunt distruse pe rând în apropiere de Heraclea Kybistra. Lipsită de unitate, această unitate eșuează lamentabil, o parte din participanții la noua cruciadă ajungând totuși la Ierusalim.

## Arte, științe, literatură și filozofie
- Este realizată o vastă compilație a versiunilor statelor chinezești Liao și Song, alături de cea coreeană, asupra învățăturilor budiste.
- Fondarea Abației Fontevraud de către Robert d'Arbrissel.
- Guillaume de Poitiers publică mai multe cântece de trubaduri.

## Înscăunări
- 22 iunie: Roger al II-lea, conte de Calabria (1101-1130) și de  Sicilia (1101-1154), (inițial sub regența mamei sale Adelaide de Montferrat, (1101-1112)
- Al-Amir, calif fatimid (1101-1154)

## Nașteri
- Ștefan al II-lea, rege al Ungariei (d. 1131)
- Guillaume Clito, conte de Flandra (d. 1128)
- Heloise, iubita lui Pierre Abelard (d. 1162)

## Decese
- 22 iunie: Contele Roger I de Sicilia, 60/70 ani (n. 1031/1940)

- 27 iulie: Conrad de Lorena, 33 ani, rege al Germaniei și Italiei (n.1074)

- 6 octombrie: Bruno de Koln, 70 ani, fondator al Ordinului cartusian (n. 1030)

- 9 noiembrie: Welf al IV-lea, 64 ani, duce de Bavaria (n. 1036)

- Anna Dalassena, 70 ani, mama împăratului Alexios I Comnen (n. 1030)
- Su Shi, 63 ani, om de stat și poet chinez (n. 1037)
- Su Song, 80 ani, om de știință și inginer chinez (n. 1020)